# Cosmosoma confinis
Cosmosoma confinis là một loài bướm đêm thuộc phân họ Arctiinae, họ Erebidae.